# Plenário do Senado Federal
O Plenário do Senado Federal é a instância máxima de deliberação e decisão dessa casa legislativa. É nele que ocorrem as principais discussões e votações dos projetos de lei, propostas de emenda constitucional, indicações de autoridades e demais matérias em tramitação no Senado.

## Sobre
O Plenário é composto pelos 81 senadores, que se reúnem para debater e votar as questões em pauta. Cada parlamentar tem direito a voz e voto, e as decisões são tomadas por maioria simples. Em casos mais específicos, como no julgamento de autoridades ou na aprovação de emendas constitucionais, é exigida uma maioria qualificada de três quintos dos senadores presentes. O Plenário do Senado também é o local onde acontecem as solenidades de posse do Presidente e Vice-Presidente da República, bem como a cerimônia de abertura dos trabalhos legislativos, que ocorre no início de cada ano. Além disso, é onde ocorrem os julgamentos de impeachment de Presidente da República e dos Ministros do Supremo Tribunal Federal (STF).
O presidente do Senado Federal preside as sessões do Plenário, mantendo a ordem e a disciplina dos trabalhos. O Regimento Interno do Senado estabelece as regras de funcionamento do Plenário, incluindo as formas de apresentação e discussão das matérias, o tempo de fala dos senadores e as votações. As sessões do Plenário são públicas e podem ser acompanhadas por qualquer cidadão, seja presencialmente ou por meio de transmissões ao vivo pela televisão (como a TV Senado) e internet.

## Renomeação do Plenário
Um projeto de resolução do senador Randolfe Rodrigues (REDE-AP) dá o nome do jurista Ruy Barbosa (1849-1923) ao plenário do Senado Federal (PRS 70/2019).